# چهارکتاب
چهارکتاب نام کتابی است به فارسی برای آموزش دینی که از کتاب‌های درسی اصلی در مکتب‌خانه‌های قدیم آسیای میانه بود.
این کتاب عبارت از چهار کتاب مستقل با مؤلفان گوناگون است. بخش‌های یکم و چهارم به نظم و بخش‌های دوم و سوم به نثر است. بخش چهارم پندنامه عطار است. مؤلف بخش یکم فردی از بخارا بوده‌است. مؤلفان کتاب‌های دوم و سوم نامعلوم‌اند.

## موضوع‌ها
موضوع‌های چهارکتاب عبارتند از فرایض و آیین وضو، مستحبّات و مکروهات وضو، شکننده طهارت، فرایض و سنت‌های غسل، مقدار آب وضو، موجبات غسل، فرایض و ناقضات تیمم، دوازده فرض، واجبات نماز، سجده نحو، سنت‌های نماز و نمازهای فریضه، سنت‌های شب و روزی، روزه ماه شریف رمضان، مکروهات روزه، کفارت روزه.

## آغاز
کتاب اولِ «چهارکتاب» با بیت‌های:
ابتدا می‌کنم به نام خدا
کز دو حرف آفرید ارض و سماء
نام حق بر زبان همی‌رانم
که به جان و دلم همی‌خوانم
آغاز می‌شود.